# San Fidel, Novi Meksiko
San Mateo (navajo: Dził Łeezhchʼihí) je popisom određeno mjesto u okrugu Ciboli u američkoj saveznoj državi Novom Meksiku. Prema popisu stanovništva SAD 2010. ovdje je živjelo 138 stanovnika. 
U prošlosti je nosio imena Ballejos i La Vega de San Jose.

## Promet
U San Fidelu je poštanski ured ZIP koda 87049, a otvoren je od 24. prosinca 1910. godine. Državna cesta Novog Meksika br. 124 prolazi kroz naselje. 

## Znamenitosti
U San Fidelu je suvenirnica Acoma Curio koja je na popisu Nacionalni registar povijesnih mjesta SAD.

## Zemljopis
Nalazi se na 35°4′56″N 107°35′57″W / 35.08222°N 107.59917°W, Prema Uredu SAD-a za popis stanovništva, zauzima 10,9 km2 površine, sve suhozemne.

## Stanovništvo
Prema podatcima popisa 2010. ovdje je bilo 138 stanovnika, 54 kućanstva od čega 38 obiteljskih, a stanovništvo po rasi bili su 33,3% bijelci, 0,0% "crnci ili afroamerikanci", 22,5% "američki Indijanci i aljaskanski domorodci", 0,0% Azijci, 0,0% "domorodački Havajci i ostali tihooceanski otočani", 36,2% ostalih rasa, 8,0% dviju ili više rasa. Hispanoamerikanaca i Latinoamerikanaca svih rasa bilo je 59,4%.